# Cymodoce barrerae
Cymodoce barrerae är en kräftdjursart som först beskrevs av David R. Boone 1918.  Cymodoce barrerae ingår i släktet Cymodoce och familjen klotkräftor. Inga underarter finns listade i Catalogue of Life.